# Bobo Denken
Pour les articles homonymes, voir Diallo.
 (décembre 2023).
La mise en forme du texte ne suit pas les recommandations de Wikipédia : il faut le « wikifier ».
Les points d'amélioration suivants sont les cas les plus fréquents. Le détail des points à revoir est peut-être précisé sur la page de discussion.
- Les titres sont pré-formatés par le logiciel. Ils ne sont ni en capitales, ni en gras.
- Le texte ne doit pas être écrit en capitales (les noms de famille non plus), ni en gras, ni en italique, ni en « petit »…
- Le gras n'est utilisé que pour surligner le titre de l'article dans l'introduction, une seule fois.
- L'italique est rarement utilisé : mots en langue étrangère, titres d'œuvres, noms de bateaux, etc.
- Les citations ne sont pas en italique mais en corps de texte normal. Elles sont entourées par des guillemets français : « et ».
- Les listes à puces sont à éviter, des paragraphes rédigés étant largement préférés. Les tableaux sont à réserver à la présentation de données structurées (résultats, etc.).
- Les appels de note de bas de page (petits chiffres en exposant, introduits par l'outil «  Source ») sont à placer entre la fin de phrase et le point final[comme ça].
- Les liens internes (vers d'autres articles de Wikipédia) sont à choisir avec parcimonie. Créez des liens vers des articles approfondissant le sujet. Les termes génériques sans rapport avec le sujet sont à éviter, ainsi que les répétitions de liens vers un même terme.
- Les liens externes sont à placer uniquement dans une section « Liens externes », à la fin de l'article. Ces liens sont à choisir avec parcimonie suivant les règles définies. Si un lien sert de source à l'article, son insertion dans le texte est à faire par les notes de bas de page.
- La présentation des références doit suivre les conventions bibliographiques. Il est recommandé d'utiliser les modèles {{Ouvrage}}, {{Chapitre}}, {{Article}}, {{Lien web}} et/ou {{Bibliographie}}. Le mode d'édition visuel peut mettre en forme automatiquement les références.
- Insérer une infobox (cadre d'informations à droite) n'est pas obligatoire pour parachever la mise en page.

Pour une aide détaillée, merci de consulter Aide:Wikification.
Si vous pensez que ces points ont été résolus, vous pouvez retirer ce bandeau et améliorer la mise en forme d'un autre article.
Bobo Denken de son nom de naissance Mamadou Bobo Diallo, est un opérateur économique, député et homme politique guinéen,.

## Parcours professionnel
Bobo Denken est agriculteur depuis 2003, et a labeliser sont riz Denken qui produit plusieurs tonnes de riz. Le programme alimentaire mondial a décidé d'acheter sa production, pour alimenter les cantines scolaires initiées par le gouvernement guinéen. Propriétaire de la société de pêche Sitguruma.
Député uninominal qui représente la circonscription de la préfecture de Boké de 2020 en 2021 de la dernière législation de mars 2020. Il est membre du Rassemblement majoritaire du Parti du peuple guinéen de l'ancien président Alpha Condé. Il était le député uninominal membre de la 9eme législative de la république de Guinée. En juillet 2021, Denken Diallo, à offert neuf motos aux sous-préfets de Bintimodia, Dabiss, Kanfrandé, Kolaboui, Kamsar, Malapouyah, Tanènè, Sangarédi et Sansalé.
Président de la chambre nationale de l’agriculture de Guinée jusqu'en juillet 2022, avant que le ministère de l'agriculture décide de suspendre tous les bureaux et présidents des chambres nationales, régionales et préfectorales d’agriculture de Guinée,,.